# Karl Fees
Karl Fees (* 10. Mai 1901 in Karlsruhe; † 20. Februar 1992) war ein deutscher Politiker (SPD, dann NSDAP).

## Leben

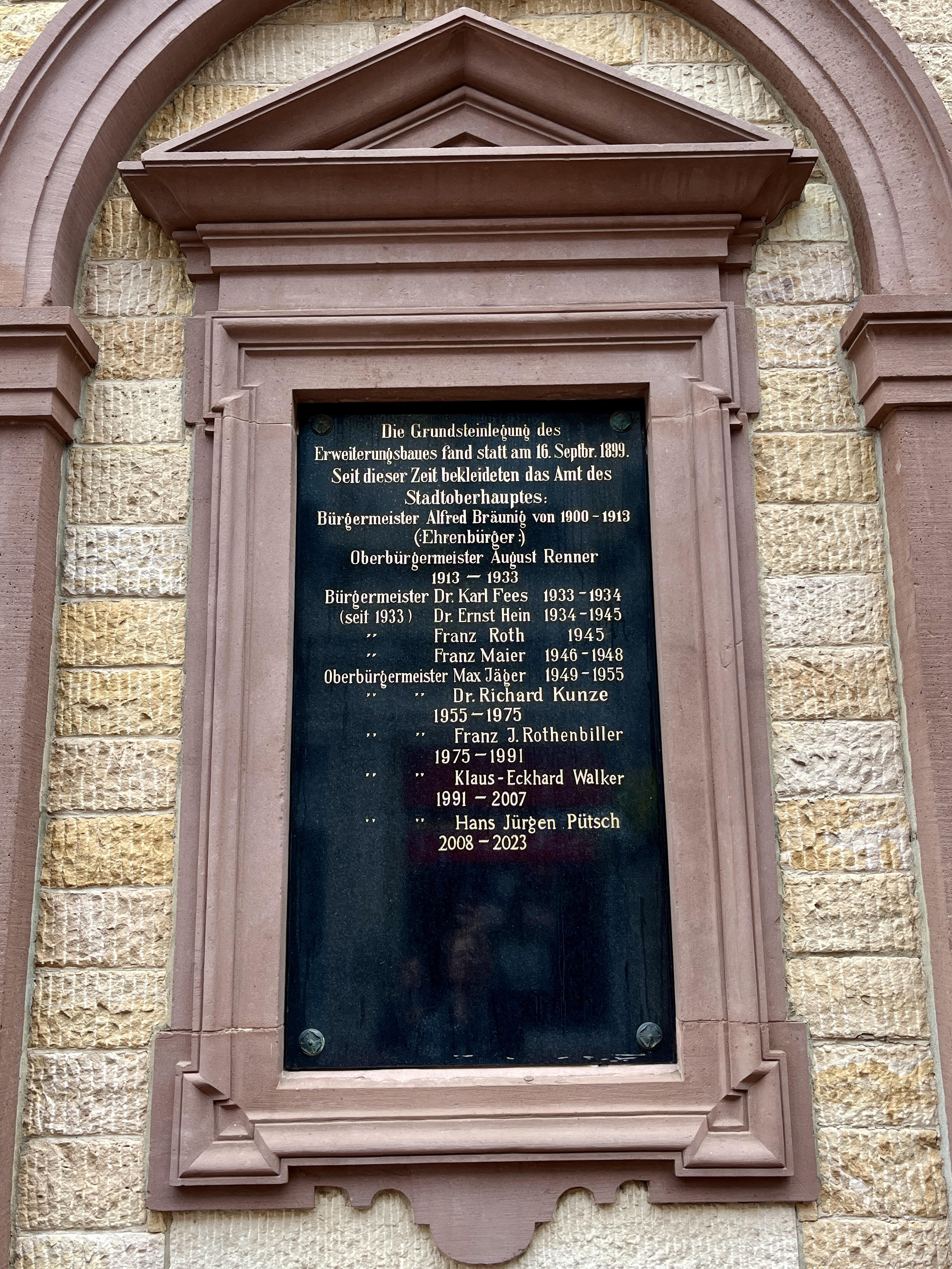
Erinnerungs-Tafel mit den Namen früherer Bürgermeister am Rathaus Rastatt

Karl Friedrich Fees wurde 1901 in Karlsruhe geboren. Nach Abitur und Jurastudium wurde er 1924 promoviert mit der Arbeit „Die rechtliche Stellung des Brückenkopfes Kehl und die der Kontrollposten in den Häfen von Mannheim u. Karlsruhe: eine kritische Untersuchung“.
Er gehörte zunächst der SPD an und wurde vor 1930 Regierungsrat am Bezirksamt Rastatt. Seine Kandidatur als Bürgermeister von Lahr scheiterte im Frühjahr 1930. Zum 1. Oktober 1930 trat er der NSDAP (Mitgliedsnummer 336.273) sowie dem BNSDJ bei (Mitgliedsnummer 215) und erlangte den Titel eines SA-Sturmführers. Daraufhin wurde er an das Oberversicherungsamt Karlsruhe versetzt. Am 11. Oktober 1931 wurde er zum Sekretär der neugegründeten „Badischen Akademie“ ernannt. Nachdem am 7. April 1933 die Reichsregierung das „Gesetz zur Wiederherstellung des Berufsbeamtentums“ erlassen hatte, war Fees für die politische Gleichschaltung und Personalsäuberung der LVA Baden zuständig. Bereits am 4. Mai 1933 entließ Fees alle ehrenamtlichen Mitglieder des Karlsruher Vorstands und verfügte deren Ersetzung durch regimetreue Personen. Von Juni 1933 bis 1934 war Karl Fees als Nachfolger von August Renner Oberbürgermeister von Rastatt und von 1935 bis 1938 Bürgermeister von Bruchsal. Danach wurde er Leiter des städtischen Hauptverwaltungsamtes und in Personalunion Amtsleiter im Hauptamt für Kommunalpolitik der NSDAP in München. Nach 1945 war er als Rechtsanwalt in München sowie für die Bayerische Beamtenzeitung tätig.
Fees zählte zu jener Gruppe nationalsozialistischer Verwaltungsfachleute, die den Bruch des Jahres 1945 relativ unbeschadet überstanden und ihre Laufbahnen ungehindert fortsetzen konnten. Als Herausgeber mehrerer Fachzeitschriften und Publizist avancierte Fees in der jungen Bundesrepublik zum Experten für Fragen des Beamtenrechts. Im Deutschen Beamtenbund bekleidete er eine Spitzenposition. Zu den Fachgebieten des umtriebigen Publizisten zählte pikanterweise das Entnazifizierungsrecht, wobei er sich just auf die Rechtsbelange jener Beamten und Angestellten spezialisierte, die von den Alliierten aus politischen Gründen vom Dienst enthoben worden waren. Ungeachtet seiner NS-Belastung genoss Fees bis ins Alter hohes Ansehen: Anlässlich des 85. Geburtstages des ehemaligen NS-Karrieristen erschien noch 1986 eine Festschrift, die den bemerkenswerten Titel „Karl Fees: Für die Zukunft des Berufsbeamtentums“ trug. Am 5. September 1979 erhielt Karl Fees das Bundesverdienstkreuz 1. Klasse. Er starb 1992.

## Werke
- Karl Fees, Eduard Jäkle, Erwin Brunner: Die deutsche Gemeindeordnung.[13]
- Karl Fees: Die Krisis im Recht (Vortrag gehalten am 31. März 1930).[14]
- Karl Fees: Das Verfahrensrecht der Sozialversicherung: Das Verfahren vor den Behörden der Reichsversicherungsordnung.[15]